# Akaciacistikola
Akaciacistikola (Cisticola chiniana) är en fågel i familjen cistikolor inom ordningen tättingar.

## Utseende och läte
Akaciacistikolan är en stor och långstjärtad cistikola med streckad rygg. Noterbart är ljusa stjärtspetsar och rostfärgad hjässa. Sången varierar, men ett typiskt mönster är ett par "che"-toner följt av en lång och skallrande drill.

## Utbredning och systematik
Akaciacistikola har en vid utbredning i Afrika, från södra Sydsudan till Sydafrika. Den delas in i hela 17 underarter med följande utbredning:
- Cisticola chiniana simplex – södra Sydsudan, nordöstra Demokratiska republiken Kongo och norra Uganda
- Cisticola chiniana fricki – södra Etiopien till norra Kenya
- Cisticola chiniana humilis – västra Kenya, nordöstra Uganda samt vid Loliondo i norra Tanzania
- Cisticola chiniana ukamba – högländer i östra Kenya och nordöstra Tanzania
- Cisticola chiniana victoria – sydvästra Kenya och Tanzania vid Victoriasjön
- Cisticola chiniana heterophrys – kustområden i Kenya och Tanzania
- Cisticola chiniana fischeri – nordcentrala Tanzania, söderut till Tabora
- Cisticola chiniana keithi – Dodoma till Iringa i sydcentrala Tanzania
- Cisticola chiniana mbeya – Mbeya till Chimala i södra Tanzania
- Cisticola chiniana emendatus – sydöstra Tanzania till norra Moçambique, Malawi och östligaste Zambia
- Cisticola chiniana procerus –Chiromo i sydligaste Malawi och Tete i norra Moçambique
- Cisticola chiniana chiniana – sydöstra Botswana, Zimbabwe, västra Moçambique och nordöstra Sydafrika
- Cisticola chiniana fortis – norra Angola till Zambia, södra Kongo-Brazzaville, Gabon och södra Demokratiska republiken Kongo
- Cisticola chiniana frater – centrala Namibia
- Cisticola chiniana bensoni – södra Zambia
- Cisticola chiniana smithersi – västra Zimbabwe till nordvästra Botswana, sydvästra Zambia, norra Namibia och södra Angola
- Cisticola chiniana campestris – kustnära södra  Moçambique‚ Swaziland och östra Sydafrika (söderut till KwaZulu-Natal)

Vissa inkluderar mbeya och emendatus i procerus.

### Familjetillhörighet
Cistikolorna behandlades tidigare som en del av den stora familjen sångare (Sylviidae). Genetiska studier har dock visat att sångarna inte är varandras närmaste släktingar. Istället är de en del av en klad som även omfattar timalior, lärkor, bulbyler, stjärtmesar och svalor. Idag delas därför Sylviidae upp i ett antal familjer, däribland Cisticolidae.

## Levnadssätt
Akaciacistikolan är en vanlig fågel i en rad olika öppna miljöer, framför allt i savann och buskmarker. Den är en framfusig fågel som ofta mobbar predatorer och sitter ute i det öppna och sjunger.

## Status
Arten har ett stort utbredningsområde och beståndet anses stabilt. Internationella naturvårdsunionen IUCN listar den därför som livskraftig (LC).